# Thymalus limbatus
Thymalus limbatus är en skalbaggsart som först beskrevs av Fabricius 1787.  Thymalus limbatus ingår i släktet Thymalus, och familjen flatbaggar. Enligt den finländska rödlistan är arten sårbar i Finland. Arten är reproducerande i Sverige. Artens livsmiljö är naturmoskogar.

## Bildgalleri

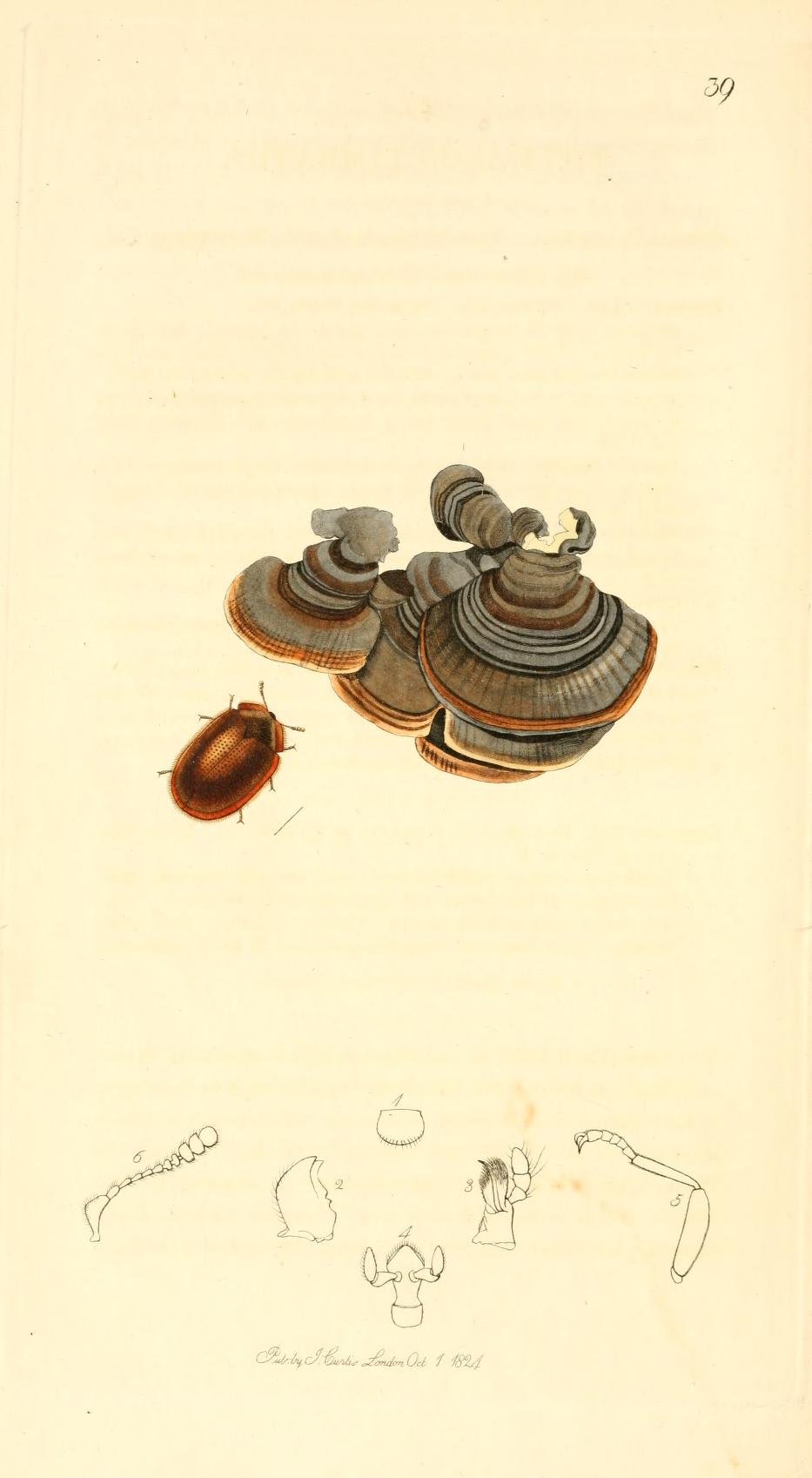
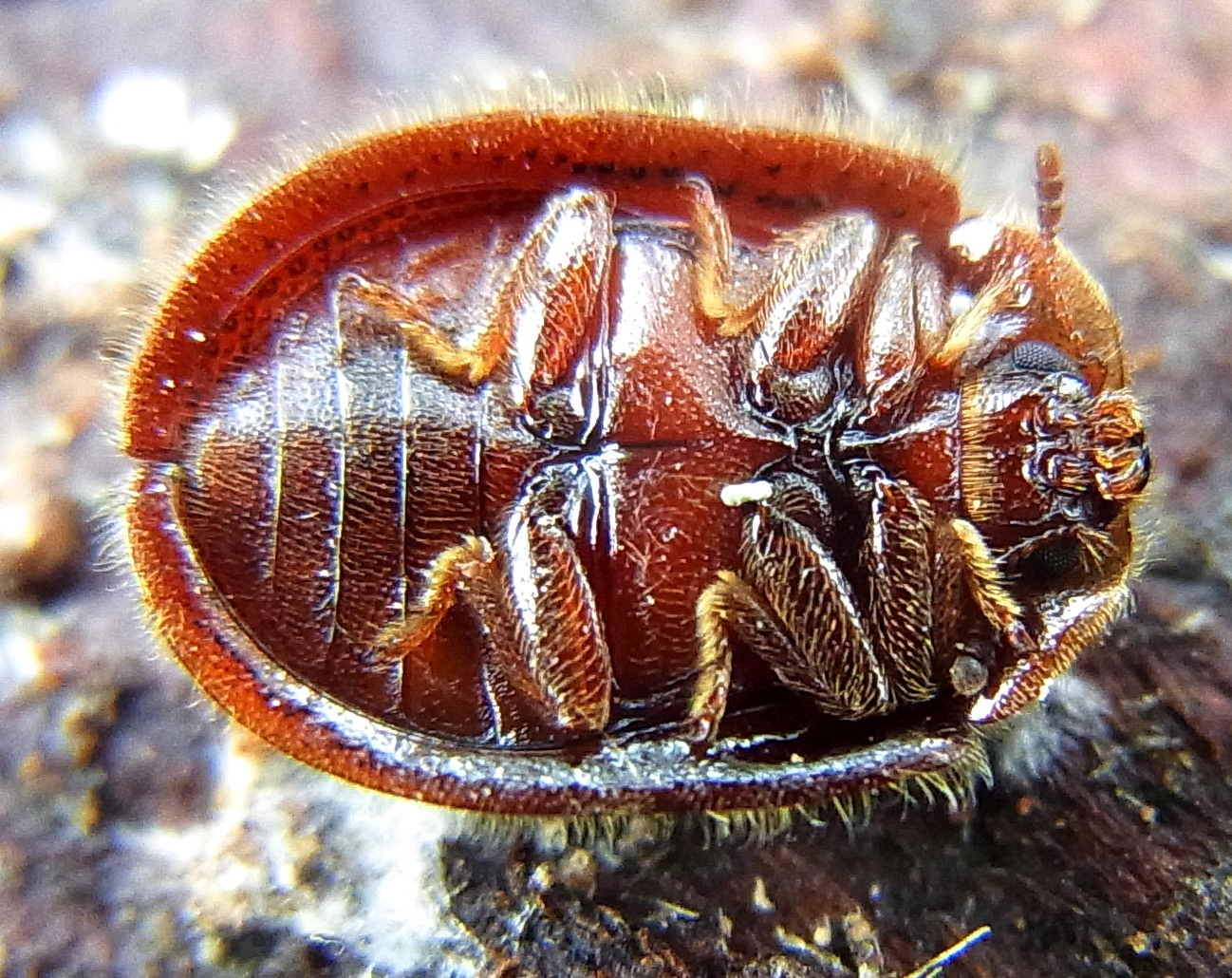
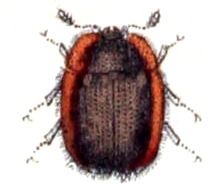